# Islamitische Scholengemeenschap Ibn Ghaldoun
De Islamitische Scholengemeenschap Ibn Ghaldoun was een islamitische scholengemeenschap voor vmbo-, havo- en vwo-onderwijs in Rotterdam. Na het faillissement van het Islamitisch College Amsterdam in 2012 was de ISG Ibn Ghaldoun de enige school voor voortgezet onderwijs op islamitische grondslag in Nederland.

## Geschiedenis
De Islamitische Scholengemeenschap Ibn Ghaldoun was een van de eerste islamitische middelbare scholen in Nederland. De school is genoemd naar Ibn Ghaldoun, een 14e-eeuwse geleerde die theorieën ontwikkelde over onderwijs en opvoeding.
Tijdens de zomervakantie van 2010 brak brand uit in het toenmalige schoolgebouw Hillevliet, waardoor het schoolseizoen een week later moest beginnen.
De school was tot de zomer van 2012 gevestigd op vier locaties: de hoofdlocatie Schere in deelgemeente Charlois, en de locaties Elzendaal, De Quackstraat en Noord. 

### Prestaties
In 2008 waren de prestaties van de school zwaar onder de maat; de Onderwijsinspectie kwalificeerde de school als "zeer zwak", het laagste kwaliteitsniveau in Nederland. De wethouder van onderwijs Leonard Geluk (CDA) zegde uiteindelijk het vertrouwen in het schoolbestuur op en stuurde een brief aan de ouders en verzorgers van de leerlingen, waarin hij hun adviseerde hun kinderen naar een andere school te brengen. De school stapte daarop naar de rechter. Volgens de rechtbank lag het binnen de bevoegdheden van de wethouder om de ouders te wijzen op het zwakke onderwijsaanbod, maar had hij geen negatief advies mogen geven. Geluk moest zijn woorden terugnemen. De gemeente Rotterdam ging in hoger beroep en in juli 2009 gaf het gerechtshof Geluk alsnog gelijk dat het versturen van de brief en de oproep de leerlingen van school te halen, juridisch gezien niet onrechtmatig was geweest. Naar de ouders en verzorgers van leerlingen van vier andere scholen die ook als zeer zwak waren aangemerkt, had Geluk geen brieven gestuurd, maar ook dat werd door de rechtbank niet als onrechtmatig beoordeeld.
De slagingspercentages voor de eindexamens in 2009 waren hoog. Van het vwo slaagde 100% van de leerlingen, voor de havo bedroeg dit 95% en voor het vmbo 90%. De Onderwijsinspectie beoordeelde de school voor al het onderwijs als voldoende.
De Onderwijsinspectie kwalificeerde in maart 2010 de kwaliteit van het onderwijs op alle niveaus (vmbo, havo, vwo) als voldoende. Dit oordeel werd herhaald in september 2010.
Opinieweekblad Elsevier noemde in januari 2012 de vwo-afdeling van de school "een opmerkelijke nieuwkomer in de lijst met winnaars". De vwo-afdeling kent weinig zittenblijvers en de eindexamenleerlingen haalden hoge eindcijfers.
Op 27 februari 2012 oordeelde de Onderwijsinspectie dat de afdeling vmbo-b ernstige tekortkomingen vertoonde. De afdeling werd als zwak beoordeeld.

## Kritiek

### Besteding subsidiegeld
In 2007 bleek dat het schoolbestuur tussen 2003 en 2007 in totaal 1.235.000 euro subsidiegelden onrechtmatig had uitgegeven. Daarvan zou de schoolleiding in 2005 en 2006 ongeveer 200.000 euro op oneigenlijke wijze gebruikt hebben voor reizen naar Saoedi-Arabië. Deze reizen zouden volgens de school gemaakt zijn in het kader van een tentoonstelling van het Maritiem Museum Rotterdam. Volgens de Onderwijsinspectie waren de gemaakte kosten echter niet terug te vinden in de jaarrekeningen van de school. In juli 2009 vonniste de rechtbank dat de schoolleiding ten onrechte twee zogenaamde maatschappelijk deskundigen op de loonlijst had staan, omdat ze geen onderwijskundige of onderwijs ondersteunende taken verrichtten. De schoolleiding beweerde dat het tweetal conform de subsidierichtlijnen wel degelijk werkzaamheden voor de school verrichtte, maar kon dat niet schriftelijk aantonen. Ook de bekostiging van het leerlingenvervoer voor het woon-schoolverkeer was volgens de rechtbank onrechtmatig.

### Kluissleutel
In november 2010 raakte de school een van de twee kluissleutels kwijt. Deze is nooit teruggevonden en het slot werd niet vervangen. In mei 2011 werd een nieuwe sleutel gemaakt.

### Fraude eindexamen door docenten
In 2010 werd eindexamenfraude gepleegd. Twee docenten van de scholengemeenschap verbeterden de eindexamens van leerlingen, voordat ze naar de tweede corrector werden verstuurd. De leraren werden ontslagen.

### Diefstal eindexamens
Op 30 mei 2013 kwam de school landelijk in het nieuws door een uit het schoolgebouw gestolen vwo-eindexamen Frans dat integraal op internet was geplaatst. Het gestolen eindexamen werd geschrapt en alle bijna 17.000 vwo-leerlingen met Frans in hun pakket moesten een dag later een vervangend eindexamen maken. Aangezien Frans het laatste eindexamen was, koos een deel van de groep leerlingen ervoor een geboekte vakantie uit te stellen of te annuleren.
Na politieonderzoek bleek dat in totaal zevenentwintig eindexamens ontvreemd waren: vijftien van het vwo (Nederlands, Engels, Duits, Frans, Arabisch, management en organisatie, wiskunde-a, wiskunde-b, natuurkunde, scheikunde, biologie, economie, geschiedenis, aardrijkskunde en maatschappijleer), tien havo-eindexamens (Nederlands, Engels, Frans, Arabisch, wiskunde, natuurkunde, geschiedenis, aardrijkskunde, economie en maatschappijwetenschappen) en twee van het vmbo (Engels en economie). Alle gestolen eindexamens zijn op de school ongeldig verklaard en moesten door de leerlingen opnieuw gemaakt worden. Volgens de Onderwijsinspectie waren de resultaten op de school niet significant anders dan andere jaren.
De schooldirectie had er naar eigen zeggen niets van gemerkt dat de zegels van zesentwintig eindexamens voortijdig waren verbroken. Dat er gerommeld was met de envelop van het eindexamen vwo-Frans, werd volgens de schooldirecteur pas geconstateerd na berichtgeving in de media dat de opgaven van dit eindexamen waren uitgelekt. Daarna werd door de politie en de Onderwijsinspectie de fraude bij de andere eindexamens ontdekt.
Zesentwintig leerlingen maakten gebruik van een door Dekker ingestelde 'inkeerregeling' door aan de rector van hun school te melden dat ze een of meerdere eindexamens vooraf hadden ingezien. Twintig daarvan kwamen van de scholengemeenschap Ibn Ghaldoun. Doordat ze zich meldden, kregen zij het recht alle opgebiechte eindexamens over te maken.
Elf leerlingen, waarvan acht eindexamenkandidaten van de Ibn Ghaldounschool, werden verdacht van betrokkenheid bij het stelen van de eindexamens en 42 leerlingen - onder wie de elf genoemde - worden verdacht te hebben gebruikgemaakt van de gestolen eindexamens. Van de acht eindexamenleerlingen van de Ibn Ghaldoun Scholengemeenschap werd het schooldiploma ongeldig verklaard.

## Inspectierapport en sluiting (2013)
De Rotterdamse wethouder Hugo de Jonge (CDA), evenals de fracties in het parlement van de  PvdA en PVV eisten in juni 2013 naar aanleiding van de diefstallen dat de school zou worden opgeheven, maar zij hadden daarvoor niet de wettelijke mogelijkheden.
De Onderwijsinspectie concludeerde hierop in een rapport verschenen op 9 augustus 2013 dat de kwaliteit van het onderwijs op de scholengemeenschap onder de maat was en dat er geen tekenen waren dat die binnen nu en twee jaar verbetert tot een aanvaardbaar niveau. Dekker liet daarop weten voornemens te zijn op basis van de algemene wet bestuursrecht om de bekostiging van de school per 1 november 2013 te beëindigen. Hiervoor stuurde hij op 10 september 2013 een voorgenomen besluit aan het schoolbestuur. Dekker ging ervan uit dat de school per die datum zijn deuren voorgoed zou sluiten.

## Sluiting
Op 8 oktober 2013 werd de school failliet verklaard. Het onderwijs werd op dezelfde locatie met een nieuw docententeam overgenomen door de Christelijke Scholengemeenschap Melanchthon.